# キム・ベイシンガー
キム・ベイシンガー（Kimila Ann "Kim" Basinger, 1953年12月8日 - ）は、アメリカ合衆国ジョージア州出身の女優。1997年公開の『L.A.コンフィデンシャル』でアカデミー助演女優賞を受賞した。

## 経歴
父親はジャズバンドに所属し、母親はモデル・女優だった。ドイツとスウェーデンとチェロキー族の血統である。5人兄弟の3番目。子供の頃はバレエを習っていた。16歳の時にミスコンに出場し、ジョージア州の代表に選ばれニューヨークに行く。その時モデル・エージェンシーに見出され、20歳の時にはトップモデルとなっていた。その後ネイバーフッド・プレイハウスで演技を学び、ハリウッドに移って俳優としての道を模索しはじめた。
1970年代中頃から『チャーリーズ・エンジェル』等のテレビ番組に端役で出演するようになり、1983年、『ネバーセイ・ネバーアゲイン』のボンドガールに抜擢される。
1985年、『ナインハーフ』で大胆な演技が話題を呼び、スターの仲間入りを果たした。1989年には、『バットマン』のヒロイン役に抜擢される。
1997年、往年の女優ヴェロニカ・レイクを彷彿とさせる役柄で『L.A.コンフィデンシャル』でゴールデングローブ賞 助演女優賞、アカデミー助演女優賞を受賞。

### 私生活
1980年、メイクアップ・アーティストの男性と結婚したが、1988年には離婚した。1993年、『あなたに恋のリフレイン』で共演したアレック・ボールドウィンと結婚した（両者は、翌年の『ゲッタウェイ』でも共演、更にアニメ『ザ・シンプソンズ』でも本人役で共演している）。二人の間には娘のアイルランド・ボールドウィンがいるが、2002年に離婚している。
経済面では、1989年、家族に勧められてジョージア州に1691エーカーの土地をUS$20 millionで購入し、映画スタジオ等を作って観光地にしようとするが、失敗する。1992年、『ボクシング・ヘレナ』への出演を止めたことで訴えられ、裁判の結果、890万ドルの損害賠償金を求められて破産した。その後、判決に不服を申し立て、380万ドルで和解した。

## 主な出演作品

### 映画
| 公開年 | 邦題 原題                                                   | 役名                         | 備考                                                           |
| ------ | ----------------------------------------------------------- | ---------------------------- | -------------------------------------------------------------- |
| 1977   | 女刑事J・Jケーン Dog and Cat                                | J・Z・ケーン                 | テレビ映画                                                     |
| 1978   | エア・サスペリア/401便の幽霊 The Ghost of Flight 401        | プリシー・フレイジャー       | テレビ映画                                                     |
| 1978   | ピンナップ・ガール/裸の天使 Katie: Portrait of a Centerfold | ケイティ・マッケヴェラ       | テレビ映画                                                     |
| 1981   | キルジョイ(解剖室殺人事件) Killjoy(Who Murdered Joy Morgan) | ローリー・メドフォード       | テレビ映画                                                     |
| 1981   | Hard Country                                                | Jodie Lynn Palmer            | 映画初出演。                                                   |
| 1982   | 大金塊 Mother Lode                                          | アンドレア・スポールディング |                                                                |
| 1983   | ネバーセイ・ネバーアゲイン Never Say Never Again            | ドミノ・ペタチ               |                                                                |
| 1983   | グッバイ、デイビッド The Man Who Loved Women                | ルイーズ・カー               |                                                                |
| 1984   | ナチュラル The Natural                                      | メモ・パリス                 |                                                                |
| 1985   | フール・フォア・ラブ Fool for Love                          | メイ                         |                                                                |
| 1986   | ナインハーフ Nine 1/2 Weeks                                 | エリザベス・マッグロー       |                                                                |
| 1986   | ノー・マーシィ/非情の愛 No Mercy                            | ミシェル・デュヴァル         |                                                                |
| 1987   | ブラインド・デート Blind Date                               | ナディア・ゲイツ             |                                                                |
| 1987   | 消えたセクシー・ショット Nadine                             | ナディーン・ハイタワー       |                                                                |
| 1988   | 花嫁はエイリアン My Stepmother Is an Alien                  | セレステ・マーティン         |                                                                |
| 1989   | バットマン Batman                                           | ヴィッキー・ヴェイル         |                                                                |
| 1991   | あなたに恋のリフレイン The Marrying Man(Too hot to handle)  | ヴィッキー・アンダーソン     |                                                                |
| 1992   | クール・ワールド Cool World                                 | ホリー・ウッド               |                                                                |
| 1992   | 愛という名の疑惑 Final Analysis                             | ヘザー・エヴァンス           |                                                                |
| 1993   | ブロンディー/女銀行強盗 The Real McCoy                      | カレン・マッコイ             |                                                                |
| 1993   | ウェインズ・ワールド2 Wayne's World 2                       | ハニー・ホーニー             |                                                                |
| 1994   | ゲッタウェイ The Getaway                                    | キャロル・マッコイ           |                                                                |
| 1994   | プレタポルテ Prêt-à-Porter(Ready to wear)                   | キティ・ポッター             |                                                                |
| 1997   | L.A.コンフィデンシャル L.A. Confidential                    | リン・ブラッケン             | アカデミー助演女優賞 受賞 ゴールデングローブ賞 助演女優賞 受賞 |
| 2000   | 永遠のアフリカ I Dreamed of Africa                          | クーキー・ゴールマン         |                                                                |
| 2000   | ブレス・ザ・チャイルド Bless the Child                      | マギー・オコーナー           |                                                                |
| 2002   | 8 Mile                                                      | ステファニー・スミス         |                                                                |
| 2002   | ニューヨーク 最後の日々 People I Know                       | ヴィクトリア・グレイ         |                                                                |
| 2003   | リタ・ヘイワースの軌跡                                      | -                            | ナレーション                                                   |
| 2004   | ドア・イン・ザ・フロア The Door in the Floor                | マリオン・コール             |                                                                |
| 2004   | トラブル IN ベガス Elvis Has Left the Building              | ハーモニー・ジョーンズ       |                                                                |
| 2004   | セルラー Cellular                                           | ジェシカ・マーティン         |                                                                |
| 2006   | ザ・センチネル/陰謀の星条旗 The Sentinel                    | サラ・バレンタイン           |                                                                |
| 2006   | マーメイドの祈り The Mermaid Chair                          | ジェシー・サリヴァン         | テレビ映画                                                     |
| 2006   | ザ・ゲーム Even Money                                       | キャロリン・カーヴァ―        |                                                                |
| 2008   | インフォーマーズ セックスと偽りの日々 The Informers         | ローラ・スローン             |                                                                |
| 2008   | あの日、欲望の大地で The Burning Plain                      | ジーナ                       |                                                                |
| 2008   | アライブ While She Was Out                                  | デラ・メイヤーズ             |                                                                |
| 2010   | きみがくれた未来 Charlie St. Cloud                          | クレア・セント・クラウド     |                                                                |
| 2012   | Black November                                              | Kristy                       |                                                                |
| 2013   | リベンジ・マッチ Grudge Match                               | サリー・ローズ               |                                                                |
| 2013   | The Precious One                                            | Mrs. Whitworth               | 南アフリカ映画                                                 |
| 2013   | Mystery of the Hope Diamond                                 | -                            | ナレーション                                                   |
| 2013   | サード・パーソン Third Person                               | エレイン・レアリー           |                                                                |
| 2014   | I am here(The 11th hour)                                    | Maria                        | ドイツ映画                                                     |
| 2014   | One Square Mile(4 minute mile)                              | Claire Jacobs                |                                                                |
| 2016   | ナイスガイズ! The Nice Guys                                 | ジュディス・カットナー       |                                                                |
| 2017   | フィフティ・シェイズ・ダーカー Fifty Shades Darker          | エレーナ・リンカーン         |                                                                |
| 2018   | フィフティ・シェイズ・フリード Fifty Shades Freed           | エレーナ・リンカーン         |                                                                |

### テレビ
| 放映年 | 邦題 原題                                          | 役名                 | 備考                                                   |
| ------ | -------------------------------------------------- | -------------------- | ------------------------------------------------------ |
| 1976   | ジェミニマン Gemini Man                            | シェイラ             | ミニシリーズ                                           |
| 1976   | チャーリーズ・エンジェル Charlie's Angels          | リンダ・オリヴァー   | 第1シーズン第4話「Angels in Chains」                   |
| 1977   | 署長マクミラン McMillan & Wife                     | ジャネット・カーニー | 第6シーズン第2話「Dark Sunrise」                       |
| 1977   | 600万ドルの男 The Six Million Dollar Man           | ロレイン・ステンガー | 第4シーズン第12話「The Ultimate Imposter」             |
| 1977   | 女刑事JJケーン Dog and Cat                         | J・Z・ケーン         | 7エピソード                                            |
| 1978   | ベガス Vega$                                       | アリソン・ジョーデン | 第1シーズン第6話「Lady Ice」                           |
| 1979   | 地上（ここ）より永遠に From Here to Eternity       | ロレイン・ロジャース | ミニシリーズ                                           |
| 1980   | 地上（ここ）より永遠に From Here to Eternity       | ロレイン・ロジャース | 11エピソード                                           |
| 1998   | ザ・シンプソンズ The Simpsons                      | 本人役               | 声の出演 第10シーズン第5話「スターどっきり（秘）生活」 |
| 2017   | 刑事★コムラッド 〜同志に別れを〜 Comrade Detective | サリー・スミス       | 声の出演（英語吹き替え）                               |